# Cyllopoda bipuncta
Cyllopoda bipuncta là một loài bướm đêm trong họ Geometridae.